# Xestospongia menzeli
Xestospongia menzeli är en svampdjursart som först beskrevs av Little 1963.  Xestospongia menzeli ingår i släktet Xestospongia och familjen Petrosiidae.
Artens utbredningsområde är Mexikanska golfen. Inga underarter finns listade i Catalogue of Life.